# Daniel Auteuil
Daniel Auteuil (phát âm tiếng Pháp: [danjɛl otøj]; sinh ngày 24 tháng 1 năm 1950) là một diễn viên Pháp.

## Danh mục phim chọn lọc
| Năm  | Tên phim                         | Vai diễn               | Đạo diễn                             |
| ---- | -------------------------------- | ---------------------- | ------------------------------------ |
| 1979 | Us Two                           | a rascal               | Claude Lelouch                       |
| 1981 | Les hommes préfèrent les grosses | Jean-Yves              | Jean-Marie Poiré                     |
| 1981 | Les Sous-doués en vacances       | Bébel                  | Claude Zidi                          |
| 1984 | Asphalt Warriors                 | Inspecteur Vincent     | Sergio Gobbi                         |
| 1986 | Jean de Florette                 | Ugolin                 | Claude Berri                         |
| 1986 | Manon des Sources                | Ugolin                 | Claude Berri                         |
| 1987 | Quelques jours avec moi          | Martial Pasquier       | Claude Sautet                        |
| 1991 | A Heart in Winter                | Stéphane               | Claude Sautet                        |
| 1992 | My Favorite Season               | Antoine                | André Téchiné                        |
| 1993 | La Reine Margot                  | Henri de Bourbon       | Patrice Chéreau                      |
| 1994 | La Séparation                    | Pierre                 | Christian Vincent                    |
| 1995 | Thieves                          | Alex                   | André Téchiné                        |
| 1996 | The Eighth Day                   | Harry                  | Jaco Van Dormael                     |
| 1996 | Lucie Aubrac                     | Raymond                | Claude Berri                         |
| 1997 | On Guard                         | Lagardère              | Philippe de Broca                    |
| 1998 | Girl on the Bridge               | Gabor                  | Patrice Leconte                      |
| 1999 | The Widow of Saint-Pierre        | Jean                   | Patrice Leconte                      |
| 1999 | The Closet                       | François Pignon        | Francis Veber                        |
| 2000 | Sade                             | Marquis de Sade        | Benoît Jacquot                       |
| 2002 | The Adversary                    | Jean-Marc Faure        | Nicole Garcia                        |
| 2003 | Rencontre avec le dragon         | Guillaume de Montauban | Hélène Angel                         |
| 2003 | After You...                     | Antoine Letoux         | Pierre Salvadori                     |
| 2004 | 36 Quai des Orfèvres             | Léo Vrinks             | Olivier Marchal                      |
| 2005 | Hidden                           | Georges Laurent        | Michael Haneke                       |
| 2005 | To Paint or Make Love            | William Lasserre       | Arnaud Larrieu và Jean-Marie Larrieu |
| 2006 | The Valet                        | Pierre Levasseur       | Francis Veber                        |
| 2006 | My Best Friend                   | François Coste         | Patrice Leconte                      |
| 2007 | Conversations with My Gardener   | Dupinceau              | Jean Becker                          |
| 2008 | MR 73                            | Schneider              | Olivier Marchal                      |

### Giải thưởng

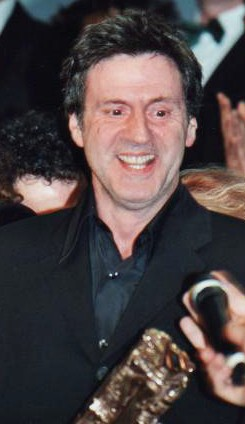
Auteuil receiving the César Award for Best Actor at the César Awards 2000, for his role in Girl on the Bridge (1999).

#### Giải César
| Năm  | Giải thưởng  | Hạng mục                    | Tên phim                                  | Kết quả   |
| ---- | ------------ | --------------------------- | ----------------------------------------- | --------- |
| 1987 | César Awards | Nam diễn viên xuất sắc nhất | Jean de Florette                          | Đoạt giải |
| 2000 | César Awards | Nam diễn viên xuất sắc nhất | Girl on the Bridge (La Fille sur le pont) | Đoạt giải |

| Năm  | Giải thưởng  | Hạng mục                    | Tên phim                                | Kết quả |
| ---- | ------------ | --------------------------- | --------------------------------------- | ------- |
| 1989 | César Awards | Nam diễn viên xuất sắc nhất | Quelques jours avec moi                 | Đề cử   |
| 1991 | César Awards | Nam diễn viên xuất sắc nhất | Lacenaire                               | Đề cử   |
| 1993 | César Awards | Nam diễn viên xuất sắc nhất | A Heart in Winter (Un cœur en hiver)    | Đề cử   |
| 1994 | César Awards | Nam diễn viên xuất sắc nhất | My Favorite Season (Ma saison préférée) | Đề cử   |
| 1995 | César Awards | Nam diễn viên xuất sắc nhất | La Séparation                           | Đề cử   |
| 1997 | César Awards | Nam diễn viên xuất sắc nhất | The Eighth Day (Le huitième jour)       | Đề cử   |
| 1998 | César Awards | Nam diễn viên xuất sắc nhất | Le Bossu                                | Đề cử   |
| 2003 | César Awards | Nam diễn viên xuất sắc nhất | The Adversary (L'Adversaire)            | Đề cử   |
| 2004 | César Awards | Nam diễn viên xuất sắc nhất | After You... (Après vous...)            | Đề cử   |
| 2005 | César Awards | Nam diễn viên xuất sắc nhất | Department 36 (36, quai des Orfèvres)   | Đề cử   |

#### Giải Molière
| Năm  | Group          | Giải                        | Play                                       | Kết quả |
| ---- | -------------- | --------------------------- | ------------------------------------------ | ------- |
| 1988 | Molière Awards | Nam diễn viên xuất sắc nhất | Double Inconstancy (La Double Inconstance) | Đề cử   |
| 1991 | Molière Awards | Nam diễn viên xuất sắc nhất | Les Fourberies de Scapin                   | Đề cử   |